# Pulo Latong
Pulo Latong is een bestuurslaag in het regentschap Aceh Tenggara van de provincie Atjeh, Indonesië. Pulo Latong telt 1111 inwoners (volkstelling 2010).